# Guerreiros de Jacarepaguá
Grêmio Recreativo Bloco Carnavalesco Guerreiros de Jacarepaguá (ou simplesmente Guerreiros de Jacarepaguá) é atualmente um bloco carnavalesco da cidade do Rio de Janeiro, sediado no bairro da Freguesia de Jacarepaguá. Anteriormente, já foi uma escola de samba.

## História
A agremiação foi criada na Freguesia de Jacarepaguá, em 2017, pelo advogado e compositor Alexandre Valle. Desfilou como escola de samba na Intendente em 2019, com enredo em homenagem ao carnavalesco Cid Carvalho, pelo grupo de avaliação. Por não obter uma boa classificação, em um desfile com alguns problemas, acabou ficando de fora do Carnaval.
Retornou em 2024, pela liga Sambúrbio, desfilando na Rua da República, em Quintino, após alteração de suas cores - o vermelho foi acrescentado ao verde e amarelo preexistentes - e de denominação, de "GRES" para "GRBC". Obteve o vice-campeonato com enredo em homenagem às mulheres.

## Segmentos

### Presidentes
| Nome            | Mandato             | Ref.  |
| --------------- | ------------------- | ----- |
| Alexandre Valle | Fundação-atualmente | [ 3 ] |

### Intérpretes
| Intérpretes oficiais | Período |
| -------------------- | ------- |
| Tiãozinho Cruz       | 2019    |
| Paulo Bispo          | 2024    |

### Rainhas
| Nome       | Período |
| ---------- | ------- |
| Cris Alves | 2019    |
| Negralu    | 2024    |

## Carnavais
| Ano  | Colocação    | Grupo                                                   | Enredo                                                            | Carnavalesco       | Ref.  |
| ---- | ------------ | ------------------------------------------------------- | ----------------------------------------------------------------- | ------------------ | ----- |
| 2019 | 14° Lugar    | Série E                                                 | Cid Carvalho: Guerreiro que é Guerreiro não foge à luta           | Juninho Fala Sério | [ 4 ] |
| 2024 | Vice-campeão | Sambúrbio (blocos de rua do Subúrbio do Rio de Janeiro) | Jacarepaguá vem cantar a noite inteira: Salve a Mulher Guerreira! | Célia Regina       | [ 5 ] |